# Morayfield
Morayfield är en del av en befolkad plats i Australien. Den ligger i kommunen Moreton Bay och delstaten Queensland, omkring 41 kilometer norr om delstatshuvudstaden Brisbane.
Närmaste större samhälle är Caboolture, nära Morayfield.
Trakten runt Morayfield består till största delen av jordbruksmark. Runt Morayfield är det tätbefolkat, med 343 invånare per kvadratkilometer. Genomsnittlig årsnederbörd är 1 222 millimeter. Den regnigaste månaden är januari, med i genomsnitt 252 mm nederbörd, och den torraste är september, med 30 mm nederbörd.